# Neoconocephalus boraceanus
Neoconocephalus boraceanus är en insektsart som beskrevs av Piza Jr. 1983. Neoconocephalus boraceanus ingår i släktet Neoconocephalus och familjen vårtbitare. Inga underarter finns listade i Catalogue of Life.